# Nvidia ION
Nvidia ION war eine Systemplattform des Halbleiterentwicklers Nvidia, die eine Geforce 9400M G (MCP79), DDR2- oder DDR3-SDRAM und einen Intel-Atom-Prozessor umfasste. Nvidia stellte die Plattform im Februar 2009 in Form einer Pico-ITXe-Referenz-Hauptplatine vor. Anfang Sommer 2009 erschienen die ersten Geräte auf ION-Basis im Einzelhandel, hauptsächlich als Barebones, Nettops, Komplettsysteme und Mainboards mit aufgelöteter CPU.

## Entwicklung

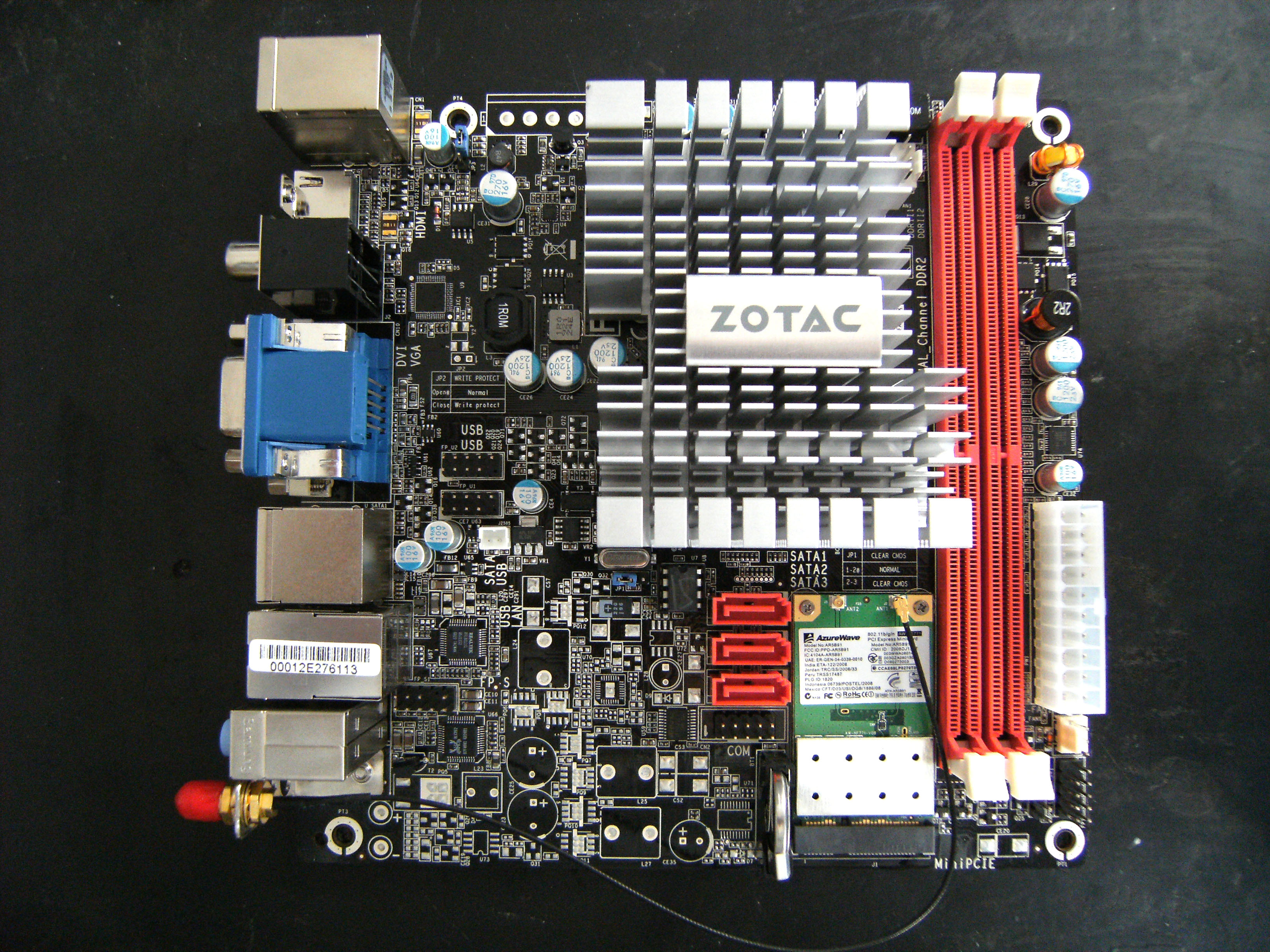
Zotac ION ITX-B-E/-D-E

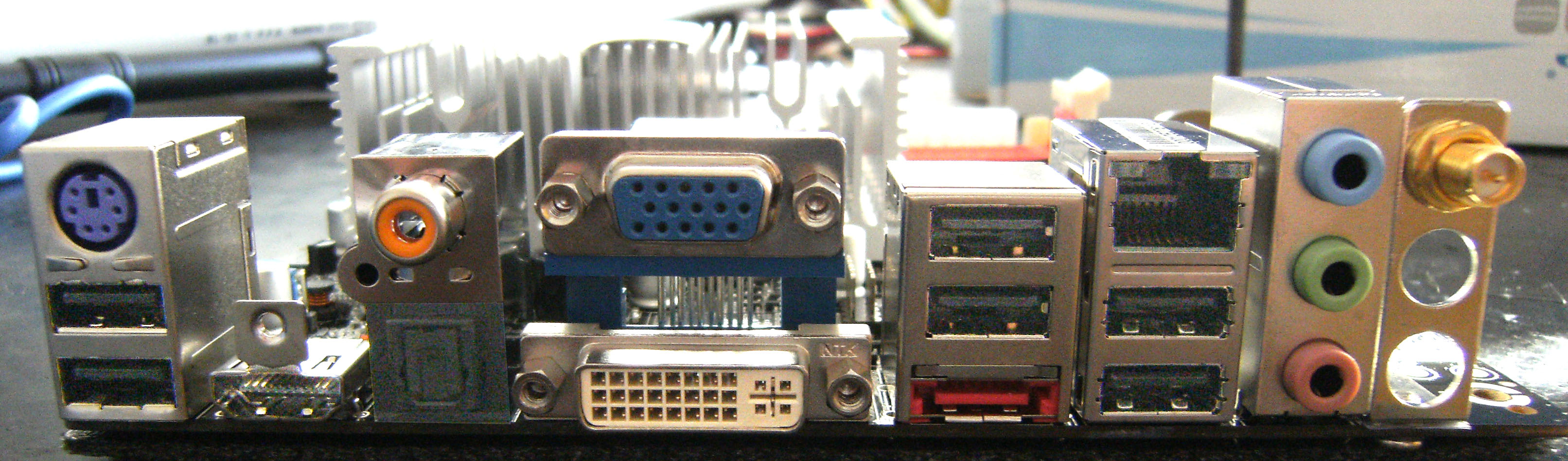
Anschlusspanel des Zotac ION

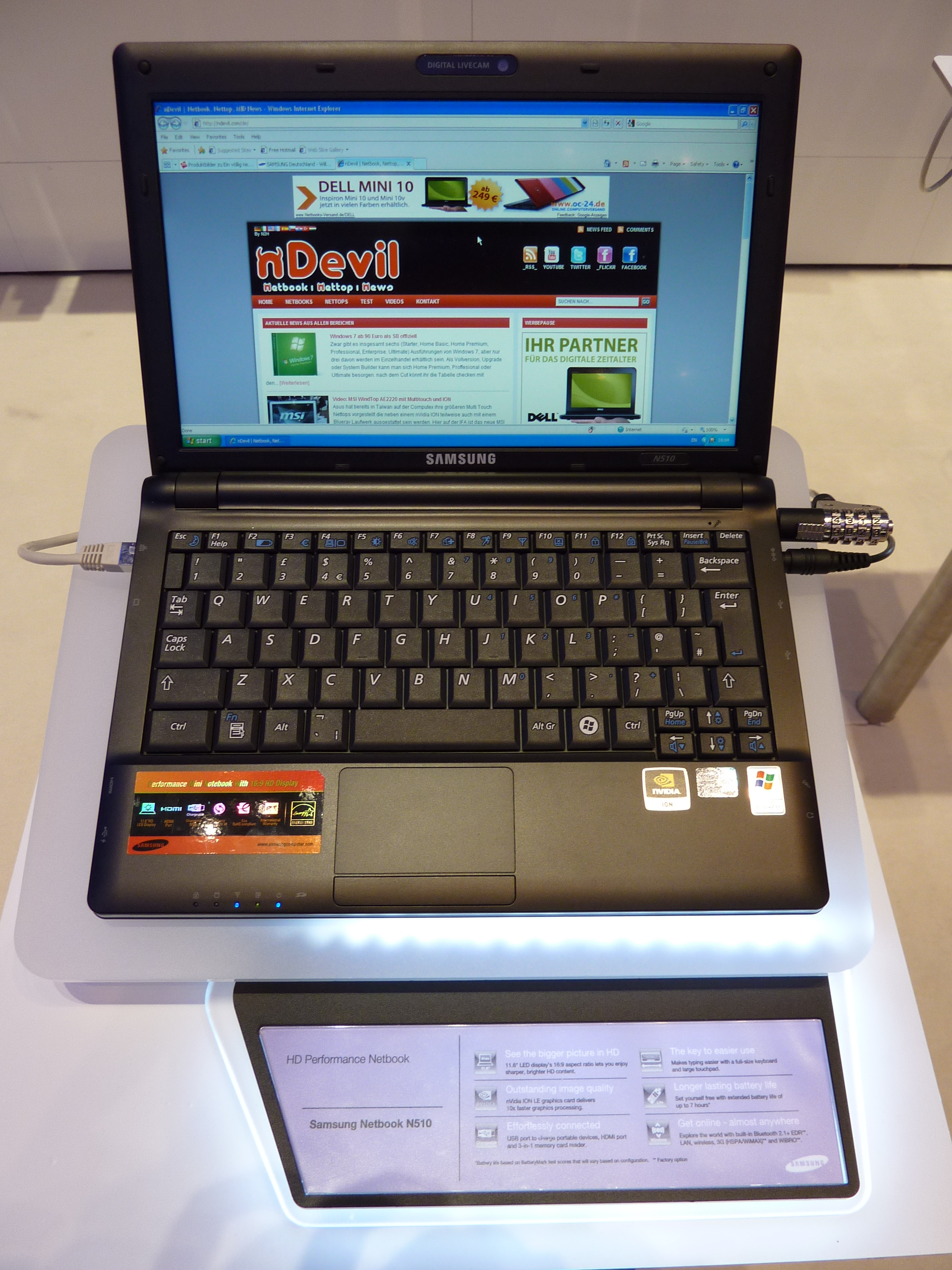
Samsung N510, eines der ersten Netbooks mit Nvidia ION

ION war die erste Plattform für Intels Atom-Mikroarchitektur, die einen integrierten Grafikprozessor (IGP) mitbrachte. So unterstützt ION die Wiedergabe hochauflösender Videos und ist dank Unterstützung von CUDA auch in anderen Belangen leistungsfähiger und flexibler als die Chipsatzlösungen von Intel. Der von Intel für die Atom-Plattform eigentlich vorgesehene Grafikkern GMA945 (Mobilvariante: GMA945GCSE) ist deutlich langsamer bei zugleich höherem Stromverbrauch.
Vor dem Aufkommen der zweiten Generation des Intel-Atom-Prozessors und dem zeitgleich häufigeren Verbauen von Hardware-Decoderchips – wie dem Broadcom BCM70012 – war die ION-Plattform die einzige Möglichkeit, Videos in 720p50 oder 1080p50 (z. B. von Blu-rays) flüssig auf Netbooks und Nettops wiederzugeben. In der zweiten Generation wurde ION nur als Grafikbeschleuniger realisiert, da Intel bei der dazugehörigen Atom-Generation ähnlich wie bei den Core-i-Prozessoren den Frontsidebus als Schnittstelle abschaffte und Northbridge-Funktionen in die CPU verlagerte. Der Chipsatz Intel NM10 enthält einen Grafikkern von Intel (GMA 3150) und verbindet Peripherie per Direct Media Interface mit der CPU.

## Technische Daten
Es gibt grundsätzlich zwei Generationen der ION-Plattform, die sich insbesondere im Umfang und Komponentenauswahl unterscheiden.
Erste GenerationIntel Atom 230/330/N270 mit ION als Chipsatz, welcher u. a. Northbridge- und Southbridge-Funktionen (Nvidia MCP79) enthält (z. B. SATA-RAID; der Grafikkern ist mit dem der GeForce 9400M identisch).
Zweite GenerationIntel Atom N450 mit ION als Grafikkarte, welche per PCIe-×1-Karte entweder in klassischer Steckkartenbauform oder mini-PCIe-Grafikbeschleuniger (Grafikkern zumeist GeForce 210M) ausgeführt wurde. Ein MXM-Grafikkarten-Modul für größere Notebook-Bauformen als solches ist nicht existent und von Nvidia wohl nicht vorgesehen. Sie ist oftmals als Hybridgrafik (z. B. Nvidia Optimus) konzipiert, d. h. der GMA3150-Grafikkern des Intel-NM10-Chipsatzes ist nutzbar und wird ggf. per Treiber weggeschaltet oder nicht auf die Anschlüsse (u. a. HDMI und VGA im Referenzdesign) geschaltet. Umgekehrt lässt sich je nach Modell und Implementierung unter Windows 7 und Linux die Nvidia-Grafik abschalten.

### Funktionen der ersten Generation
Je nach Implementierung waren nicht alle Funktionen verfügbar.
- Speicherinterface: DDR2-800 oder DDR3-1066
- Streamprozessoren: 16
- Grafik-/Streamprozessortakt: 450/1100 MHz
- Texelfüllrate: 3600 MT/s
- Pixelfüllrate: 1800 MPixel/s
- HDR-Genauigkeit: 128-bit
- Programmierschnittstellen: CUDA, DirectX 10.0, OpenGL 3.3
- Multimediafunktionen: Nvidia PureVideo HD der dritten oder vierten Generation
- Bildschirmanschlüsse: HDMI, Dual-Link-DVI, DisplayPort und VGA (jeweils zwei im Multimonitorbetrieb gleichzeitig nutzbar)
- Maximale Auflösung je Monitorausgang: 2048 × 1536 Pixel analog, 2560 × 1600 Pixel digital
- Serial-ATA-3.0-Gbit/s-Ports: 6 (voll eSATA-kompatibel) mit RAID-0- und -1-Unterstützung
- Netzwerk: Gigabit-Ethernet
- USB-Anschlüsse: 12 (1 Controller)
- Audio: High Definition Audio Interface (Azalia)
- PCI: 5 Slots
- PCI-Express: 20 Lanes (1 × 16 Lanes und 4 × eine Lane)

Es ist kein Mainboard bekannt, das auf Basis der ION-Plattform alle Schnittstellen (insbesondere die maximal 5 PCI-Slots oder alle 20 PCIe-Lanes) zur Verfügung stellte, da dies ein Mainboard mit einem größeren Formfaktor als das vorgesehene Mini-ITX erforderte. Allerdings gab es entsprechende Platinen im etwas größeren DTX-Format.